# Barrage St-Onge
Pour les articles homonymes, voir St-Onge.
 (juillet 2021).
Le barrage St-Onge, est un ouvrage de 2 m de hauteur, qui appartient au domaine privé et s'étale sur environ 33 m de longueur sur la rivière Trout (Québec) au sein du hameau de Trout-River à Elgin au Québec et sert à des fins récréatives ou de villégiature.
À partir de la frontière canadienne, il s’agit du premier barrage sur la rivière Trout (rivière-à-la-Truite). Les eaux de la rivière s’écoulent ensuite pendant quelques kilomètres jusqu’au second barrage situé au hameau de Kensington. Par la suite, après quelques autres kilomètres, les eaux de la rivière Trout se déversent dans la rivière Châteauguay à un endroit appelé la jonction des rivières (River Junction) et, ainsi réunies, les eaux des deux rivières poursuivent leur cours jusqu’à la ville d’Huntingdon.
Le barrage doit son nom à la famille St-Onge qui a habité le hameau de Trout-River dès 1939. C'est dans les années 70 qu'Émile St-Onge entreprit la construction du barrage.
La Commission de toponymie du Québec a officialisé le nom le 17 octobre 2005,.